# 何塞·格雷戈里奧·莫納加斯
何塞·格雷戈里奧·莫納加斯（José Gregorio Monagas，1795年5月4日—1858年7月15日），前委內瑞拉總統，出生於阿拉瓜德巴塞隆納，1851年至1855年在任。他是何塞·塔德奧·莫納加斯的弟弟。